# Rhythmus 21
Rhythmus 21 è un cortometraggio muto tedesco diretto da Hans Richter. Realizzato in bianco e nero e della durata di poco più di tre minuti, Rhythmus 21 è il primo di una serie di film realizzata dallo stesso Richter e chiamata Ist Rhythm, i cui componenti prendono il nome dal proprio elemento ritmico visivo, che assomiglia molto alla musica, ed è considerato da molti critici cinematografici come uno dei più influenti rappresentanti del movimento del cinema astratto, nonché una perfetta rappresentazione delle idee del regista sulle relazioni temporali.

## Produzione
Hans Richter terminò la prima versione di Rhythmus 21 nel 1921, battezzandola con un titolo del tutto generico, onde evitare qualsiasi significato, a cui fece seguire il numero dell'anno di realizzazione, continuando poi a modificarne diversi elementi fino a quando non presentò per la prima volta l'opera il 7 luglio 1923, alla manifestazione dadaista Soirée du coeur à barbe svoltasi al Teatro Michel di Parigi.
Il cortometraggio è costituito da una sequenza di animazioni di forme astratte rettangolari ed è stato in parte ispirato dai legami di Richter con il movimento del Neoplasticismo, il cui fondatore, Theo van Doesburg, aveva fatto visita al regista nel dicembre 1920, parlando delle opere cinematografiche di quest'ultimo nei numeri di maggio e luglio 1921 della sua rivista De Stijl. Simile ai primi dipinti di tale movimento, Rhythmus 21 è infatti un'opera in cui Richter, esplorando relazioni di movimento, forma e ritmo, sviluppa un'idea quasi interamente dedotta dalla forma della pellicola e dello schermo (il "quasi" è dovuto alla presenza di un'unica linea diagonale che appare in tutto il cortometraggio), eliminando così ogni differenza tra la natura di quest'ultimo e quella delle immagini proiettate su di esso.